# Костёл Святых Апостолов Петра и Павла и монастырь василиан (Боруны)
Церковь Святых Апостолов Петра и Павла и монастырь Василиан — римско-католическая святыня (бывшая греко-католическая) в агрогородке Боруны. Памятник архитектуры 2-й половины XVIII века.

## История
По сведениям краеведа Петра Бителя, на рубеже XVI—XVII вв. в Борунах строился деревянный костёл (но сгорел до окончания постройки) и до конца XVII в. других культовых сооружений здесь не было.

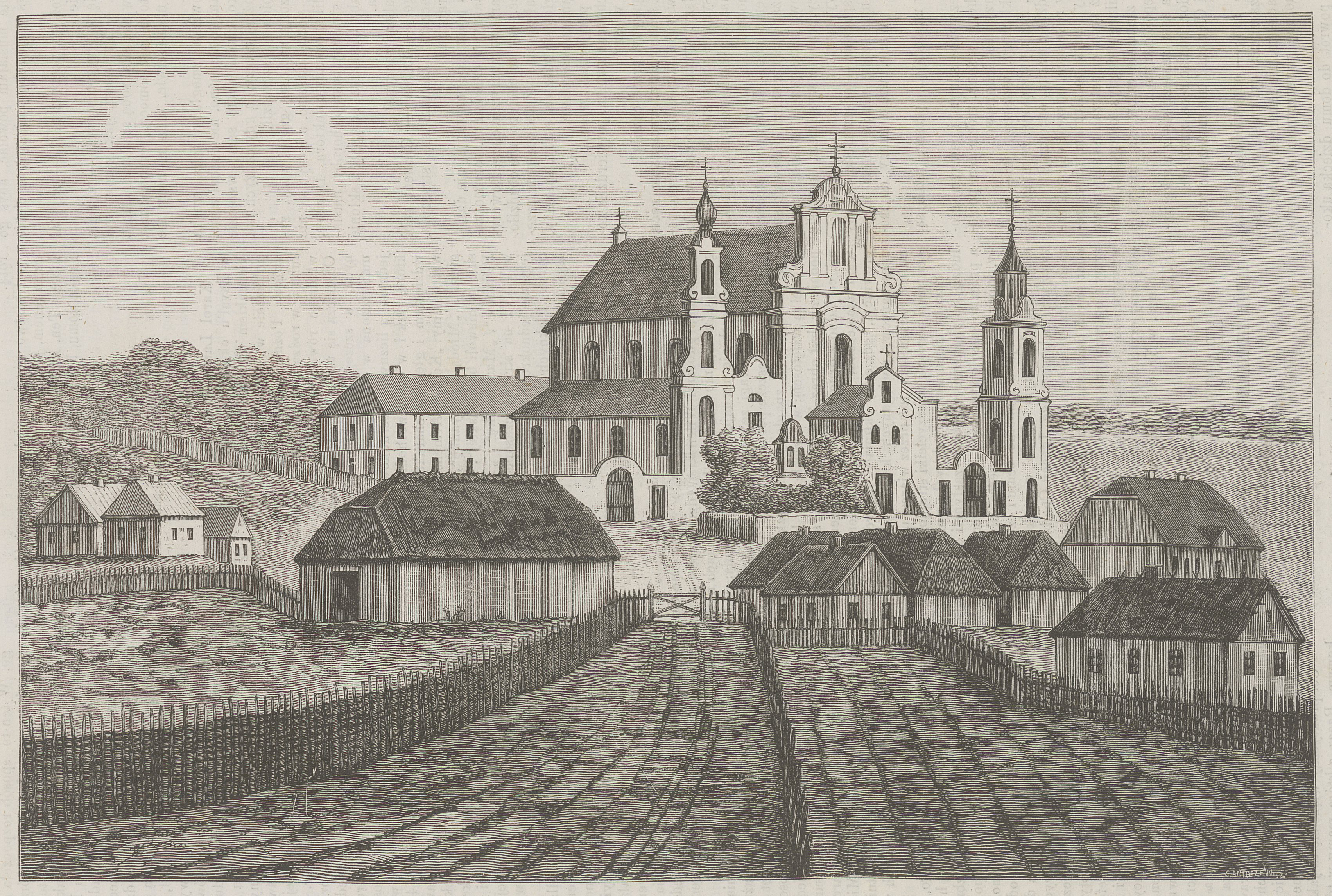
Храм на картине Н. Орды, XIX век

В 1692 году стараниями священника Николая Песляка была построена униатская церковь в честь Явления Богородицы и основан монастырь. В 1700 году из города Вишнево «вместе с имуществом и учителем» была переведена василианская школа (первоначально трехлетняя, а с 1780 года — шестилетняя), и просуществовала до 1833 года. В XIX в. Василианская школа прославилась благодаря своим ученикам, среди которых известные писатели, друзья Адама Мицкевича — Антон Эдуард Одынец и Игнат Ходзька.

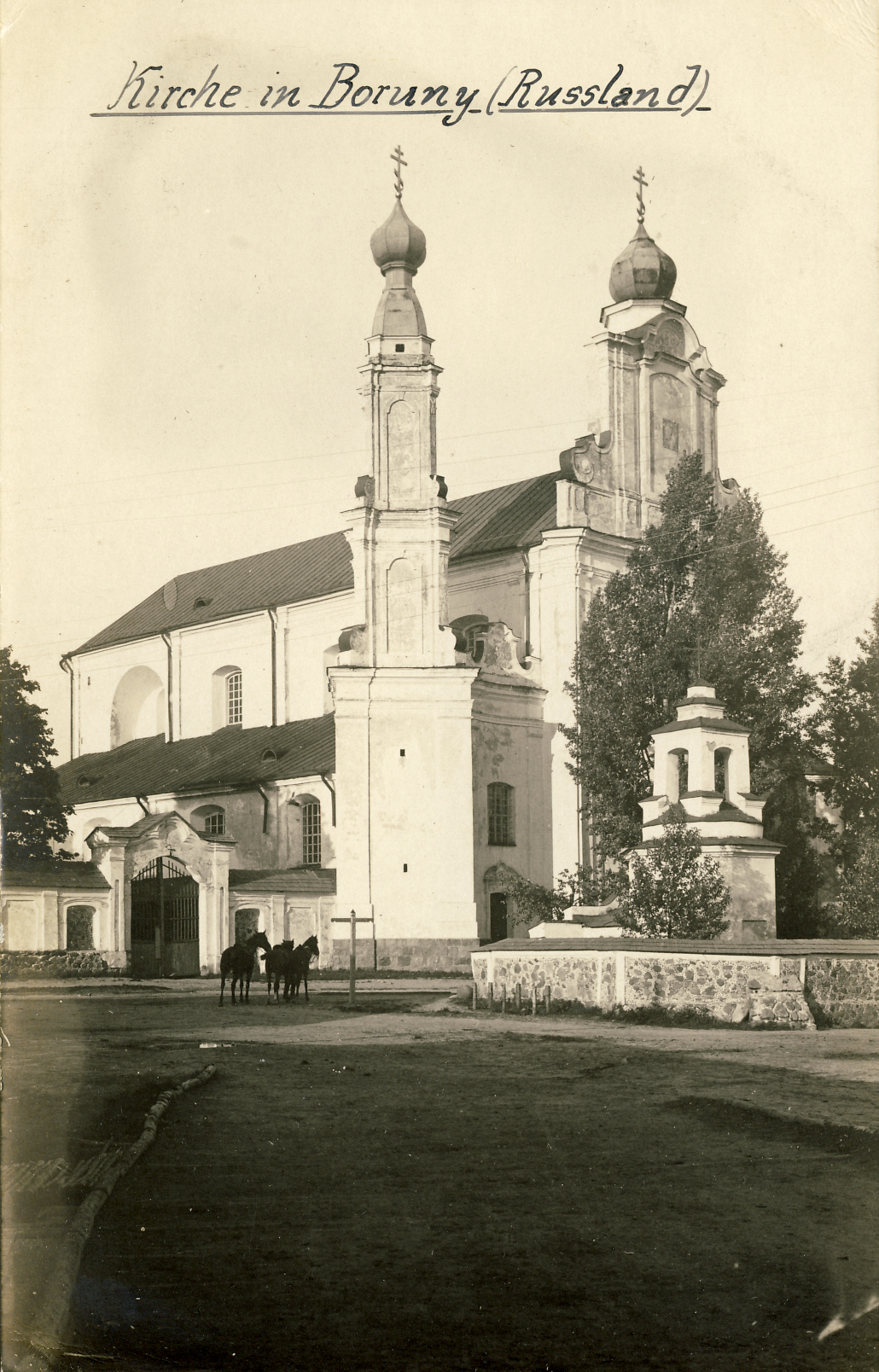
Храм после перестройки в православный храм, 1916 год

Василилиане привезли с собой чудотворную икону Божией Матери и начали строить каменный костёл, который сгорел вместе со всем местечком в 1707 году. По решению Варшавского сейма в 1710 году были выделены средства на восстановление построек, однако работы прекращены в 1711 году — из-за эпидемии чумы. Новую инициативу по восстановлению начал в 1715 году митрополит Киевскому и Галицийскому Л. Кишка. Существующий каменный костёл был построен в 1747—1753 годах. по проекту архитектора Александра Асикевича. Для украшения интерьера, продолжавшегося до 1770 года, василиане пригласили лучших мастеров из Вильнюса и Минска.
В 1778—1793 гг. был возведен каменный двухэтажный монастырский корпус. В 1833 году он был передан православным, а с 1845 года в монастыре располагалось духовное училище. В результате реконструкции XIX века монастырь приобрёл черты классицизма.
Монастырь перестал существовать самостоятельно в 1874 году и был приписан к Виленскому Свято-Духову монастырю. 22 сентября 1881 года церковь была переосвящёна в православную церковь Покрова Пресвятой Богородицы.
В 1920—1922 гг. в бывшем монастыре действовала белорусская учительская семинария, директором которой был известный деятель революционного и национально-освободительного движения С. Рак-Михайловский. В 1922 году церковь была переосвящена в костёл св. Петра и Павла.

## Архитектура

### Костёл

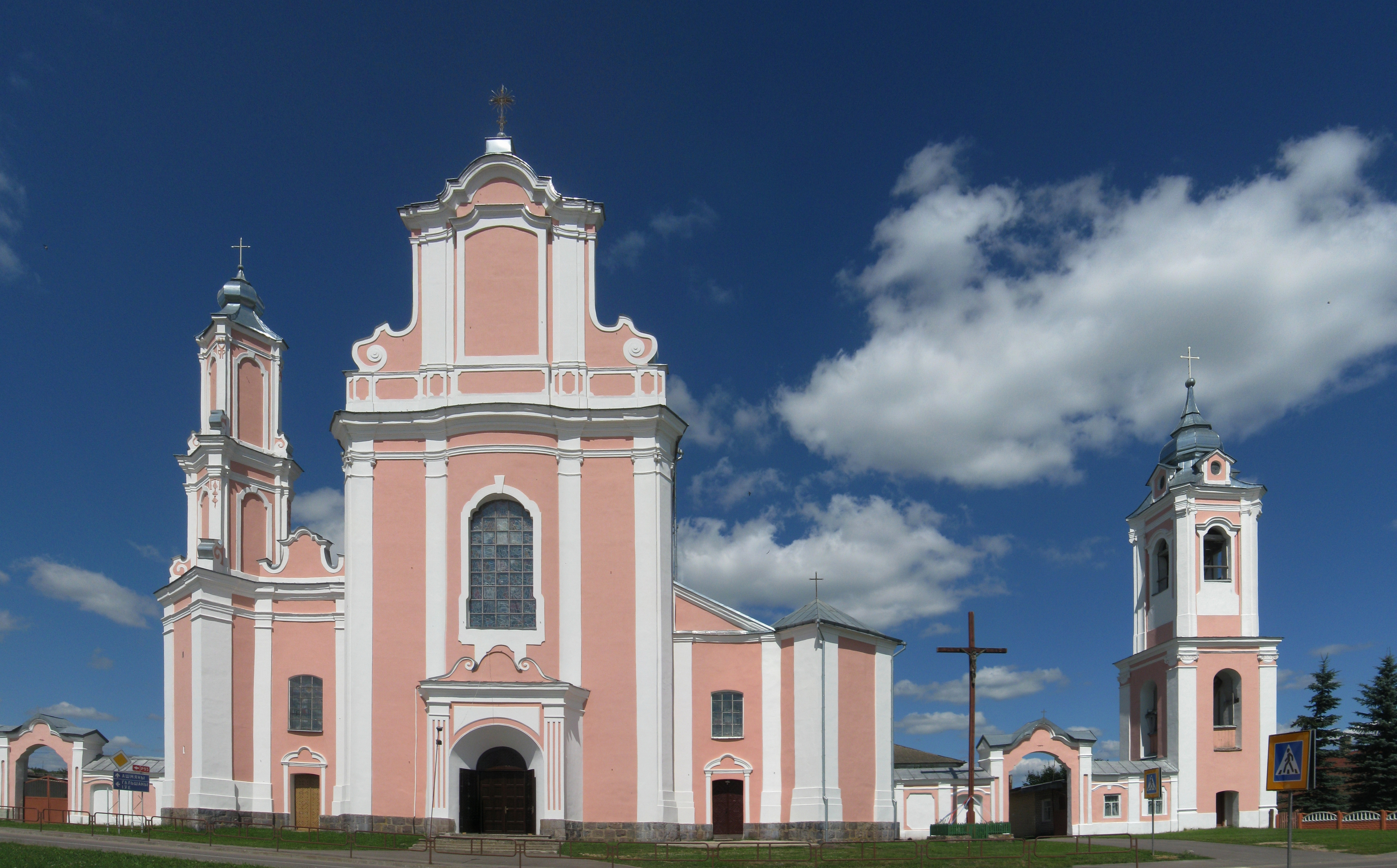
Главный фасад костёла

Церковь представляет собой трехнефную базилику с компактным кафоликоном, более развитым в ширину, чем в глубину, и удлиненной алтарной апсидой с большими ризницами по бокам вимы. Внимание архитекторов было направлено на создание четкого художественного облика главного фасада. Чтобы визуально уменьшить его ширину, фасад визуально разделен на отдельные вертикальные части. Центральный неф закрыт типичным «воротным» ризалитом, завершенным фигурным аттиковым фронтоном с массивными волютами.
По внешним углам боковых нефов расположены сравнительно небольшие четырехконечные башни, поворот по диагонали которых придает всему фасаду объёмный вид. Одна из башен имеет трехъярусную конструкцию, завершение второй не сохранилось или вообще не существовало, потому что рядом с ней через ворота отдельно возведена двухъярусная башня — колокольня. В результате фасад приобретает некоторую асимметрию, но не теряет своей художественной ценности.

#### Интерьер

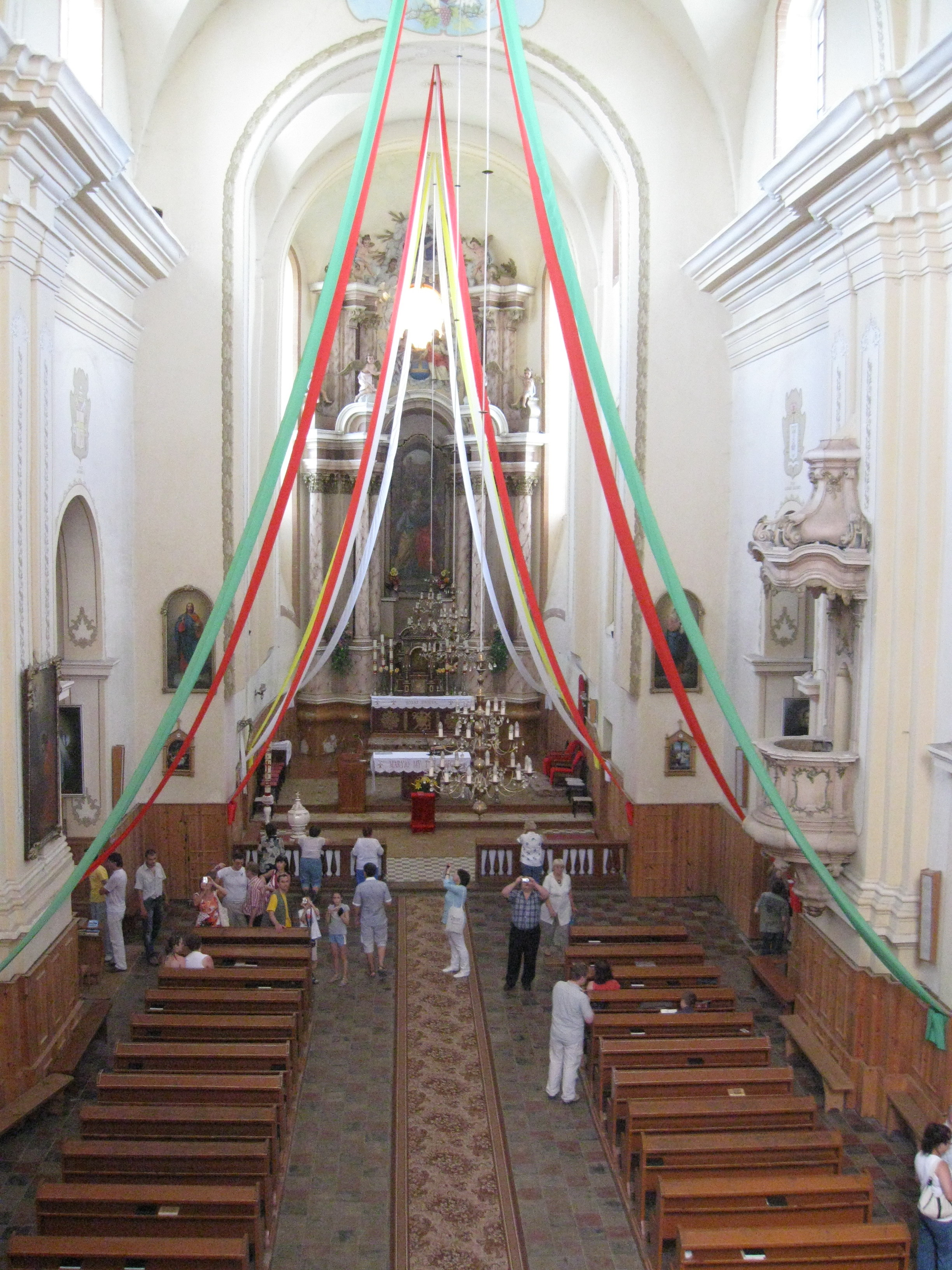
Интерьер костёла

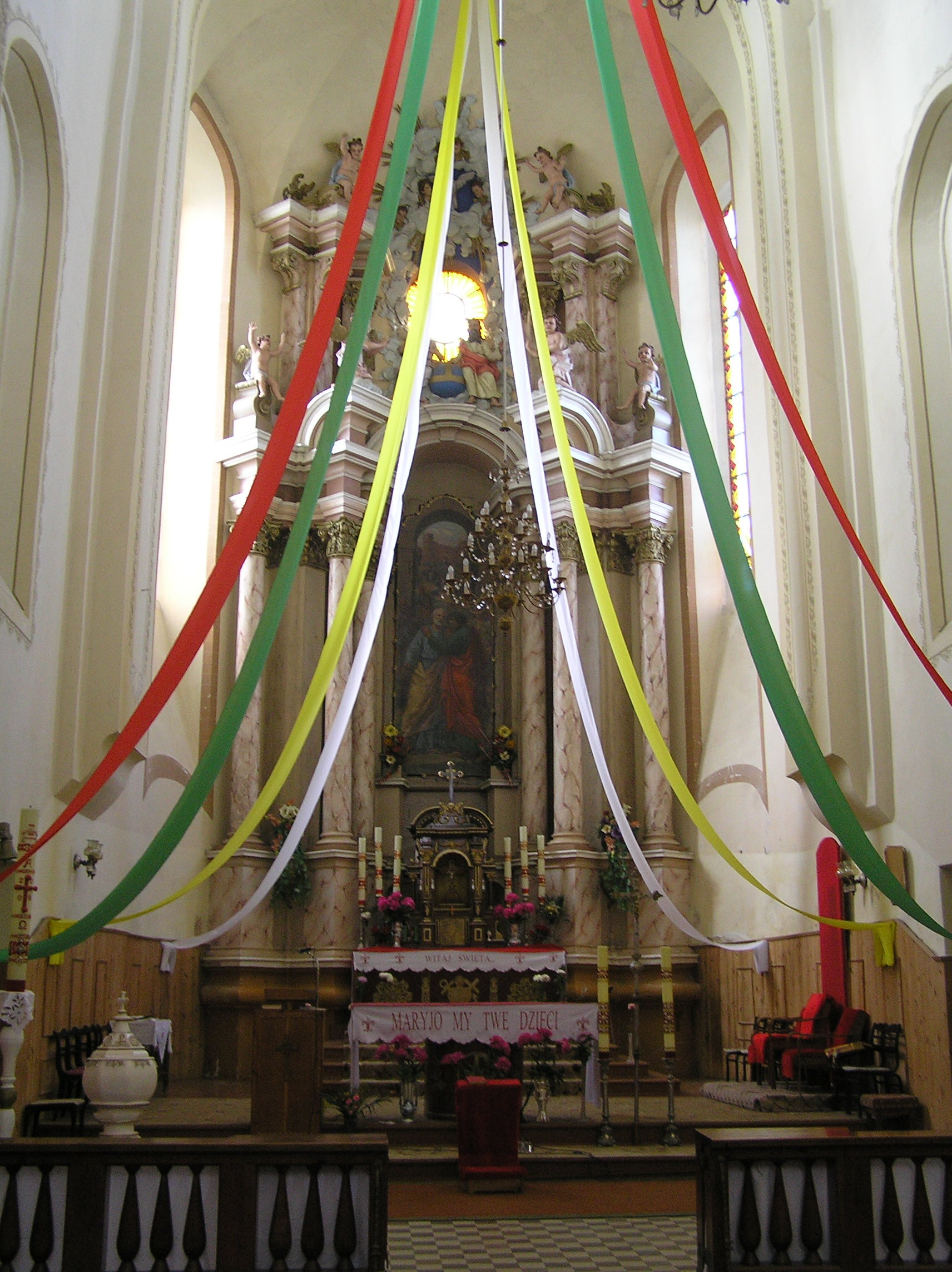
Главный алтарь

В интерьере костела имеются семь резных престолов, выполненных резчиком Фредериком Квячуром, плотником Павлом Яковицким и другими, знаменитая икона Божией Матери Борунской. В интерьере центральный неф, апсида и ризница покрыты цилиндрическими сводами со ставнями, боковые нефы покрыты крестообразными, богатыми голосниками. Перспективу интерьера завершает лепной барочный алтарь, выполненный в виде коринфской колоннады, над ним четыре скульптуры архангелов. Более светлая композиция второго яруса алтаря разворачивается вокруг круглого окна — люцерны, обрамленного по бокам щитом с изображениями Троицы, ангелов и лепной композицией «Глория». Скульптурное убранство кафедры имеет черты стиля рококо. Под храмом находится склеп-усыпальница.

### Часовня
Небольшая двухъярусная часовня на восьмигранном основании, поставленная перед церковью, развивает пространственную перспективу ансамбля. Второй ярус часовни представляет собой сквозную башню с четырьмя лучковыми просветами, под сводом которой установлена скульптура Христа. Завершает здание небольшая двухъярусная цилиндрическая башня с крестом над граненым шатровым щитом. Часовня обнесена кирпичным забором с воротами. В этой «студенческой» часовне, по воспоминаниям И. Ходзько хранил хоругвь, на котором с одной стороны белого атласа была вышита икона Божией Матери, покровительницы школы, а с другой — сноп зерна — эмблема плодов науки.

### Монастырь

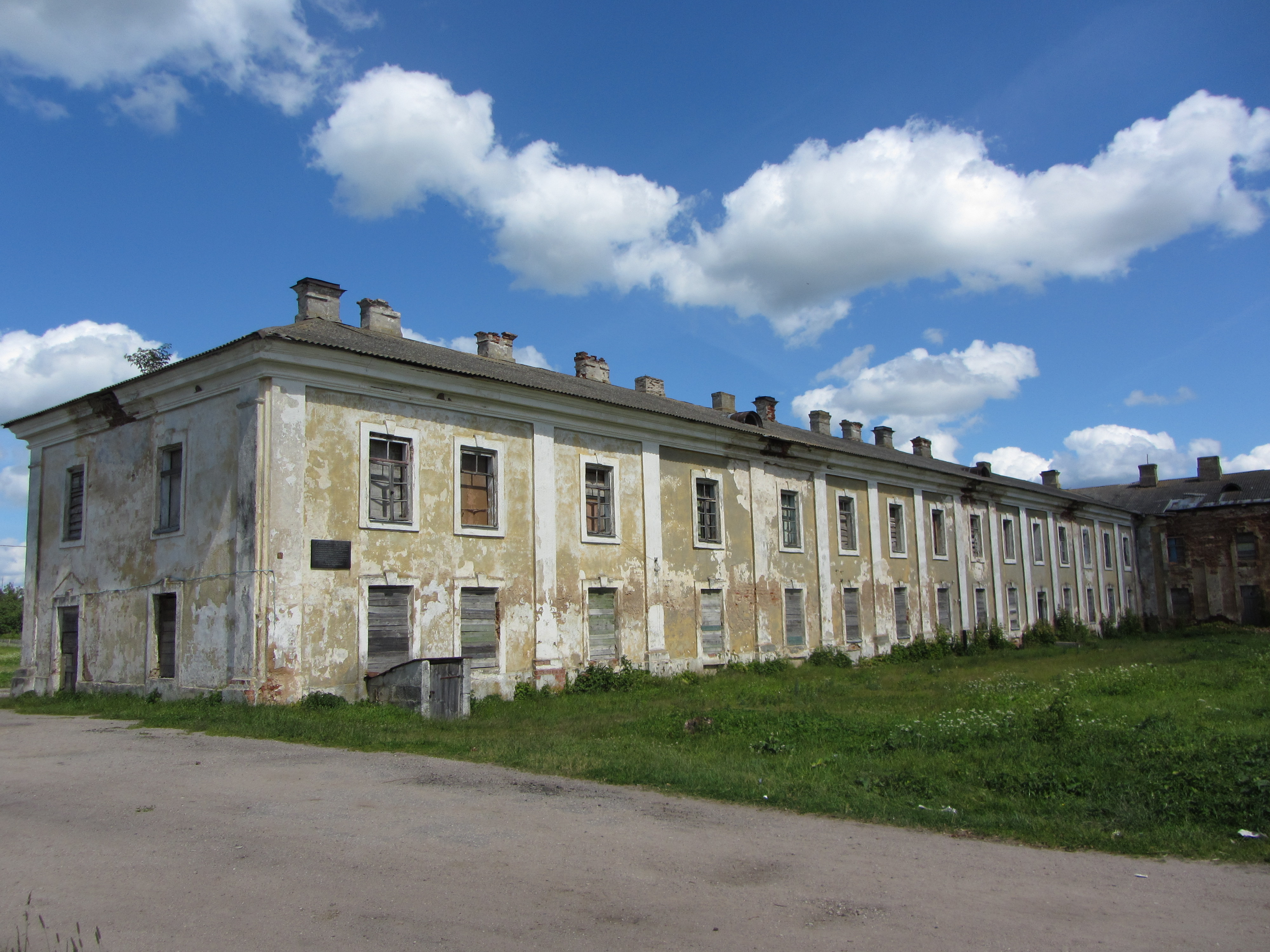
Галерея в монастыре

Двухэтажное кирпичное здание имеет Т-образную планировку с правильным чередованием элементов фасада, создаваемым прямоугольными оконными проемами в простых погонажах и лопатками в стенах. Помещения, перекрытые цилиндрическими сводами со ставнями, объединены галереями с ажурными крестовыми сводами.

## Икона Божьей Матери Борунской

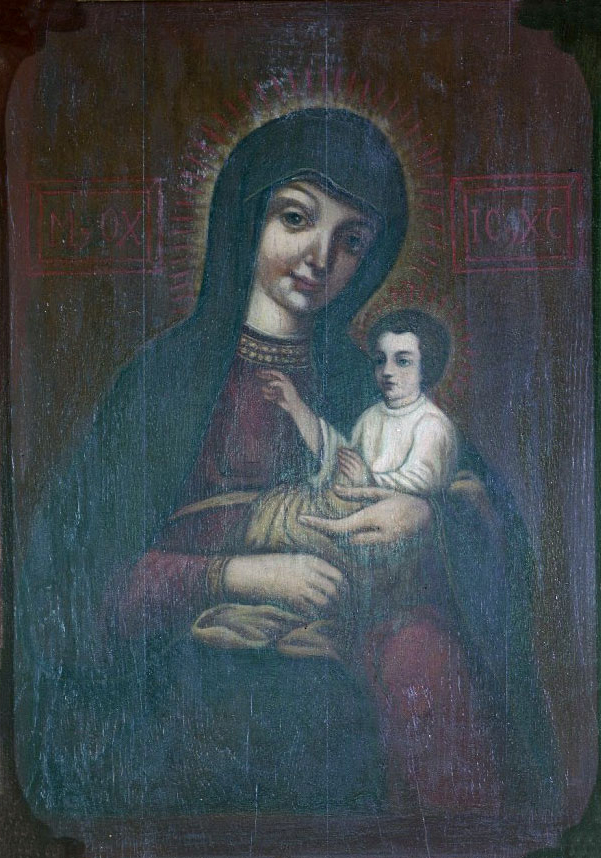
Икона Божией Матери Барунской

В храме почитается икона Божией Матери Борунской (Утешительница печалей) работы неизвестного художника. Первоначально она принадлежала василианскому проповеднику и миссионеру отцу Иосафату Бражису, который перед смертью в 1691 году передал святыню своему родственнику Николаю Песляку. В 1702 году василиане, обеспокоенные приближением шведской армии, передали икону литовскому гетману Михаилу Вишневецкому в Воложин. Икона была возвращена в Баруни в 1709 году. Перед упразднением церкви в 1833 году икона была передана Важинскому, а возвращена в церковь в 1922 году. В последнее воскресенье 1991 года приход в Борунах отметил 300-летие богослужения. Божией Матери Борунской, Утешительнице всех скорбящих.